# Randy Moss
Randall Gene Moss (nació el 13 de febrero de 1977 en Charleston, Virginia Occidental) es un deportista estadounidense retirado. Era un jugador de fútbol americano que participó en la posición de wide receiver. Fue la primera selección de los Minnesota Vikings con la selección global 21, del Draft 1998, jugó al fútbol americano colegial en la universidad de Marshall.
Moss jugó los primeros siete años de su carrera en Minnesota, posteriormente fue cambiado a los Oakland Raiders donde jugó dos temporadas. El 29 de abril del 2007 fue cambiado a los New England Patriots, donde obtuvo el récord de más anotaciones con 23, en la temporada 2007.
En la lista de los 100 mejores jugadores de la historia de la NFL publicada en noviembre de 2010, Moss fue ubicado como el tercer mejor WR de todos los tiempos, solo detrás de Jerry Rice y Don Hutson.
El 3 de febrero de 2018 Moss es elegido para ingresar al Salón de la Fama de la NFL.

## Familia
Sus padres son Maxine Moss y Randy Pratt, aunque Moss no tiene mucho contacto con su padre. Tiene una hermana llamada Lutisia y un hermano llamado Eric, quien tuvo una carrera fugaz en la NFL con los Minnesota Vikings como línea ofensiva. 
Moss tiene 4 hijos con su novia Libby Offutt, dos hijas Sidney y Senali, y dos hijos Thaddeus y Montigo.

## Carrera universitaria
El sueño de Moss era jugar en Notre Dame, pero también consideró ir a Ohio State. Llegó a tener una beca en Norte Dame, donde el entonces entrenador Lou Holtz dijo "Randy Moss es el mejor atleta salido de la preparatoria, mejor que Deion Sanders". Pero su beca en Notre Dame le fue removida por problemas de conducta. 
Finalmente asistió a la Universidad Estatal de Florida donde sólo participó en la temporada 1995, al ser transferido a la universidad de Marshall por dar positivo por marihuana. En Marshall tuvo una muy buena carrera terminado con 168 recepciones para 3,467 yardas y un récord de Marshall de 53 touchdowns.

## NFL

### Minnesota Vikings
Moss fue seleccionado por los Minnesota Vikings con la selección 21 global en el Draft 1998, ahí desde su año de novato hizo de la ofensiva de Minnesota la mejor de la NFL, en su temporada de novato tuvo 1313 yardas anotando 17 touchdowns, lo cual todavía es un récord para un novato en la NFL, esto hizo a su equipo quedarse muy cerca del Super Bowl al ser eliminados por los Atlanta Falcons en el juego de conferencia. Debido a su gran actuación fue elegido al Pro Bowl, así como jugador novato del año.
En la temporada 1999, tuvo otra buena actuación terminado con 80 pases para 1,413 yardas con 11 touchdowns, los Vikings fueron eliminados por St. Louis Rams con marcador de 49-37 en el juego de división.
Desde la temporada 2000, Moss formó una de las duplas más explosivas de la NFL, con el quarterback Daunte Culpepper, y aunque tuvieron unos números impresionantes, los Vikings no fueron capaces de conseguir el Super Bowl al perder el partido por el campeonato de la NFC ante los New York Giants.
En los siete años de carrera con los Vikings, Moss fue seleccionado a 5 Pro Bowls (1998, 1999, 2000, 2002 y 2003).

### Oakland Raiders
El 2 de marzo del 2005, Moss fue intercambiado a los Oakland Raiders por el apoyador Napoleon Harris y la primera selección (7 global) de los Raiders en el Draft 2005, que resultó en el receptor Troy Williamson. Y aunque había altas expectativas en él, las lesiones y la indisposición de él para jugar, hicieron que tuviera las dos peores temporadas de su carrera.
Al terminar la temporada 2006, Moss hizo público su deseo de salir del equipo, para ir a una organización ganadora, que pudiera ir al Super Bowl.

### New England Patriots

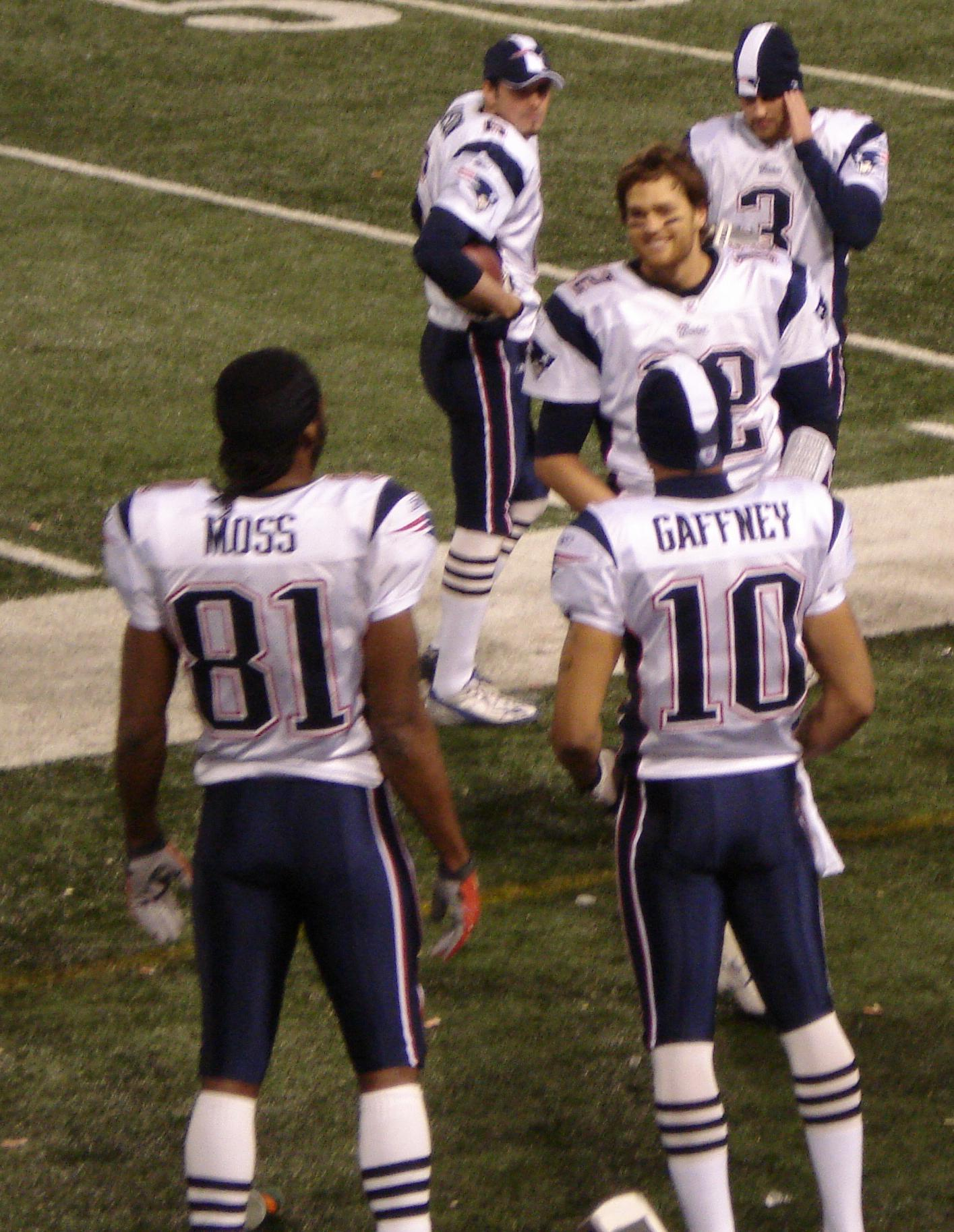
Moss hablando con Tom Brady.

Antes del Draft 2007, los New England Patriots y los Green Bay Packers hicieron público su interés de adquirir al jugador, finalmente el 29 de abril del 2007, durante el draft 2007, los Patriots intercambiaron una selección de cuarta ronda por Moss.
Desde el momento que llegó a los Patriots, manifestó su deseo de regresar a su nivel y de ganar. La temporada 2007 fue la mejor para un receptor en la historia, Randy Moss junto con su quarterback, Tom Brady, hicieron historia al obtener ambos el récord de más touchdowns en una temporada, Brady obtuvo 50, rompiendo el récord de Peyton Manning (49), y Randy Moss tuvo 23, rompiendo el récord de Jerry Rice (22). Sin embargo no pudo ver su sueño hecho realidad al perder en el Super Bowl XLII 14-17 contra los New York Giants.
El 3 de marzo del 2008, renovó contrato con los Patriots por 27 millones de dólares por 3 temporadas.
La siguiente temporada, en 2008, Moss tuvo otro año productivo con los Patriots, atrapando 69 pases, para 1,008 yardas con 11 touchdowns. En el proceso, se convirtió en el noveno mejor receptor de todos los tiempos en yardas, y el tercero mejor de todos los tiempos en recepciones de touchdown.

### Minnesota Vikings

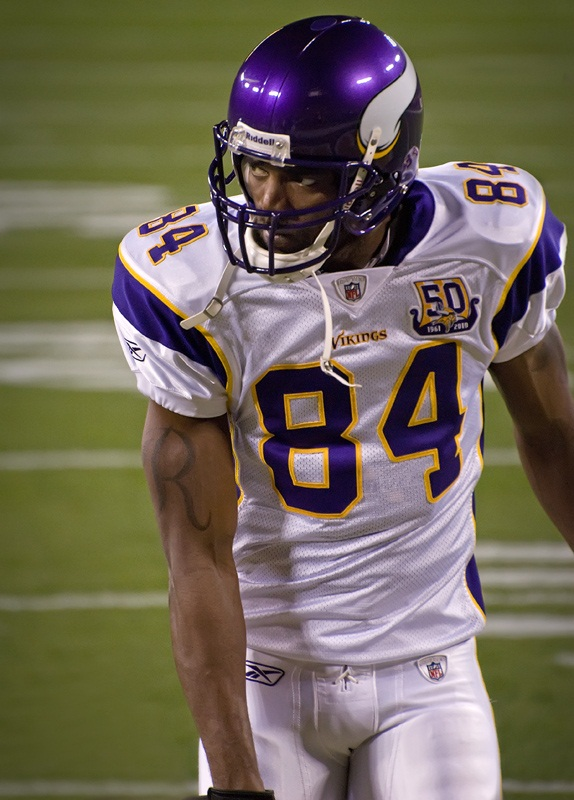
Randy Moss en 2010.

El 6 de octubre de 2010 se confirma que los Patriots traspasaron a Randy Moss a los Minnesota Vikings, a cambio de una 3rd Round Pick del 2011. Después de un mes en el equipo, el receptor fue dejado en libertad por criticar al entrenador de los Vikes Brad Childress en un programa radio. Solo acumuló 12 recepciones y 179 yardas.
En el 2010 Moss fue nombrado como unos de los 50 mejores Vikings de la historia.

### Tennessee Titans
Tras ser liberado por los Vikings, fue llamado de waivers por Tennessee Titans el 3 de noviembre de 2010. Moss jugó 8 partidos con los Titans, iniciando 4 de titular. Hizo 6 recepciones para 80 yardas pero no logró ningún touchdown
Terminada la temporada 2010 los Titans declararon que no tenían intención de volver a firmar a Moss para la temporada 2011

### Retiro y regreso
El 1 de agosto de 2011, el agente de Moss, Joel Segal, anunció que Moss había decidido retirarse.
El 13 de febrero de 2012, día de su cumpleaños 35, Moss anunció que iba a salir de su retiro y estaba listo para volver a jugar. En un video chat en vivo con sus fanes a través de Ustream, Moss declaró: "Quiero jugar al fútbol. Su chico va a volver aquí y jugar al fútbol, así que estoy muy emocionado. Tenía algunas cosas que tenía que ajustar en mi la vida".

### San Francisco 49ers
El lunes 12 de marzo de 2012, Moss anunció que firmó un contrato de un año con los San Francisco 49ers.
Actualmente Moss es analista de fútbol americano en ESPN.

## Fuera del fútbol americano
En inicios de 2008, Moss anunció la formación de Randy Moss Motorsports, un equipo de la NASCAR Camping World Truck Series. En julio de ese año, Moss anunció que había comprado una participación del 50% en Morgan-Dollar Motorsports, y la entrada número 46 del equipo cambió al número 81. Según los informes, el equipo se cerró en 2012.